# Gruszyczka mniejsza
Gruszyczka mniejsza (Pyrola minor L.) – gatunek rośliny z rodziny wrzosowatych (Ericaceae). Występuje na przeważającej części Europy, w Azji i w Ameryce Północnej. W Polsce częsta w wielu regionach. Objęta ochroną częściową.

## Morfologia
ŁodygaNaga, płożąca się, osiąga 10–20 cm, rzadko do 25 cm wysokości, o szypułce kwiatowej, z rozetą liści.
LiścieOdziomkowe w rozecie, jajowate lub jajowato-podługowate, karbowano-piłkowane, długości 2,5–4 cm, jasnozielone.
KwiatyZebrane w kwiatostan grono złożone z 4–20 małych kwiatów, różowe lub białe. Trójkątnie jajowate działki kielicha, przylegają do korony. Korona prawie zamknięta, półkolista, długości 3–5 mm. Szyjka słupka osadzona prostopadle, nie wystająca z korony, krótsza niż zalążnia po przekwitnieniu. Pręciki nachylone równomiernie do słupka.
OwocOtwierająca się podłużnymi szparami torebka.

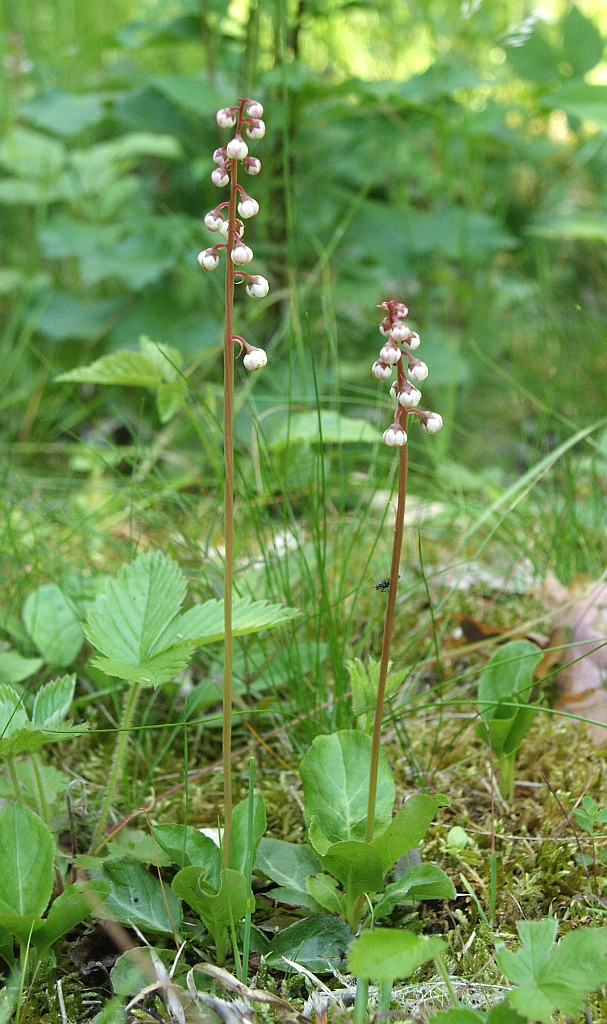
Pokrój
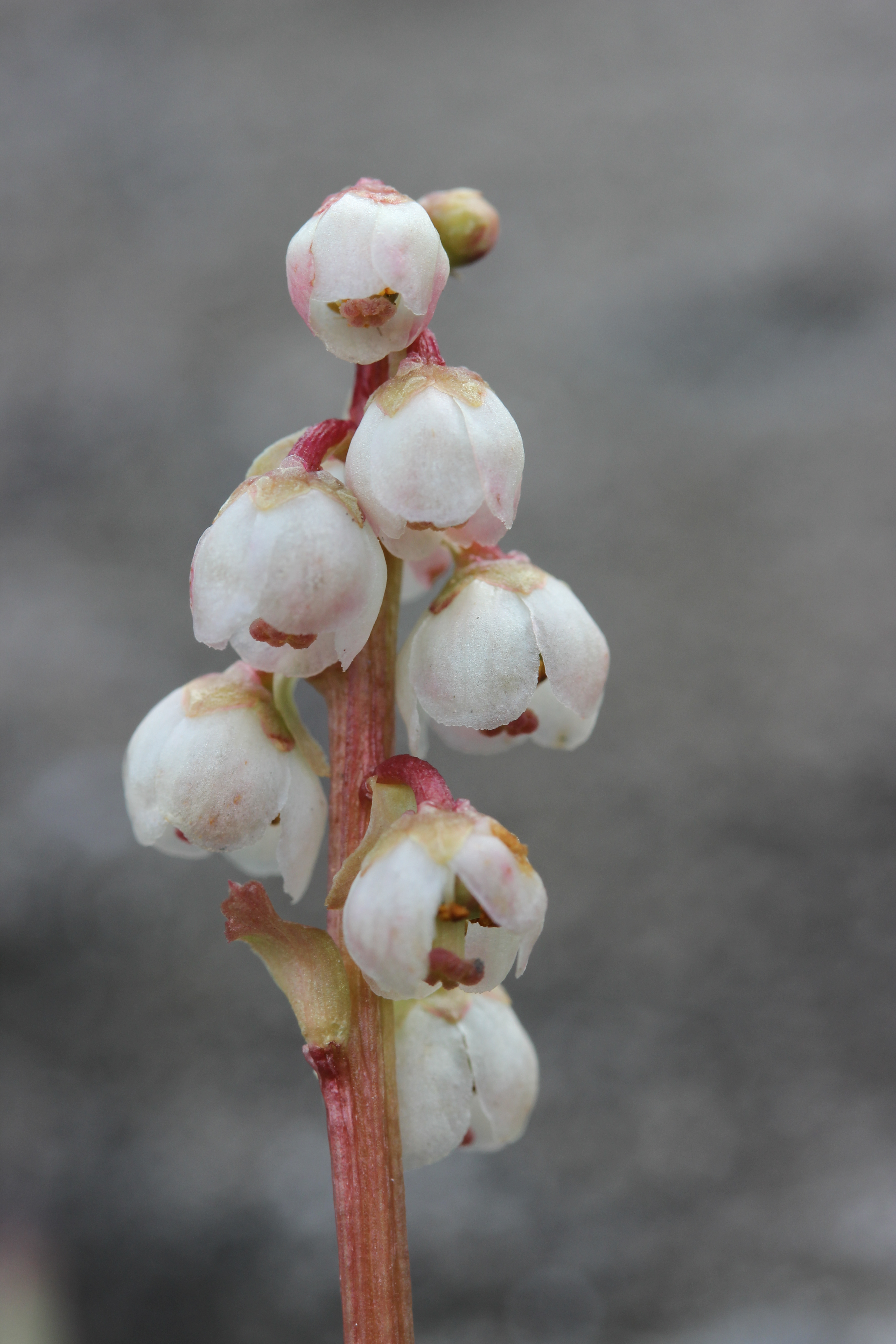
Kwiatostan
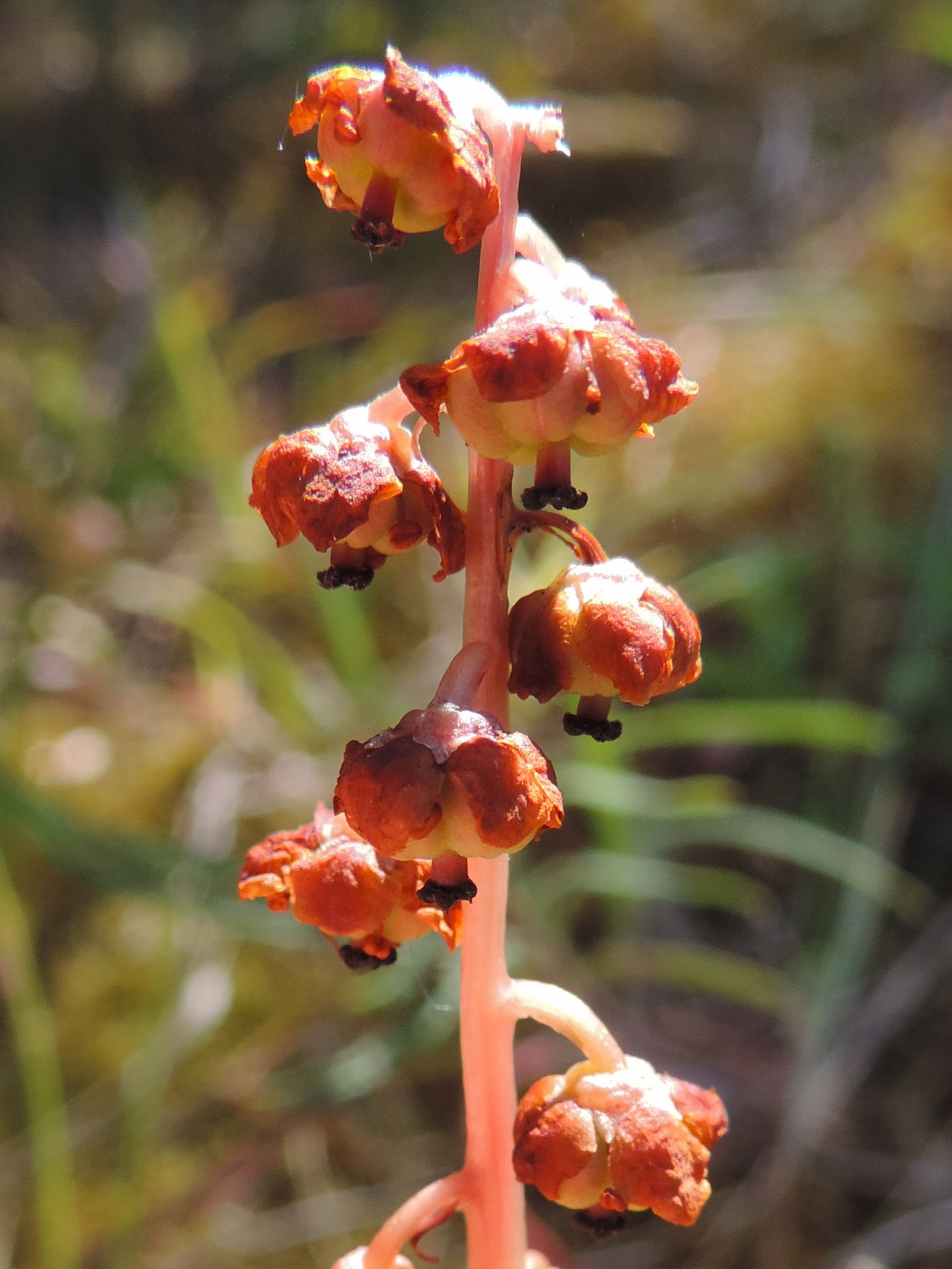
Owoce

## Biologia i ekologia
Bylina, hemikryptofit. Kwitnie od czerwca do sierpnia. Liczba chromosomów 2n = 46.
Siedliskiem są lasy iglaste i liściaste o ubogim podłożu, torfowiska, piaszczyste wydmy nadbrzeżne. W klasyfikacji zbiorowisk roślinnych gatunek charakterystyczny dla klasy (Cl.) Vaccinio-Piceetea.  

## Zagrożenia i ochrona
Od roku 2014 gatunek jest wpisany na listę gatunków roślin objętych ochroną częściową w Polsce, na podstawie Rozporządzenia Ministra Środowiska z dnia 9 października 2014 r. w sprawie ochrony gatunkowej roślin.